# Oreodytes jakovlevi
Oreodytes jakovlevi är en skalbaggsart som först beskrevs av Zaitzev 1905.  Oreodytes jakovlevi ingår i släktet Oreodytes och familjen dykare. Inga underarter finns listade i Catalogue of Life.